# Niederroßla
Niederroßla este o comună din districtul Weimarer Land , landul Thüringen , Germania.